# Слоновник

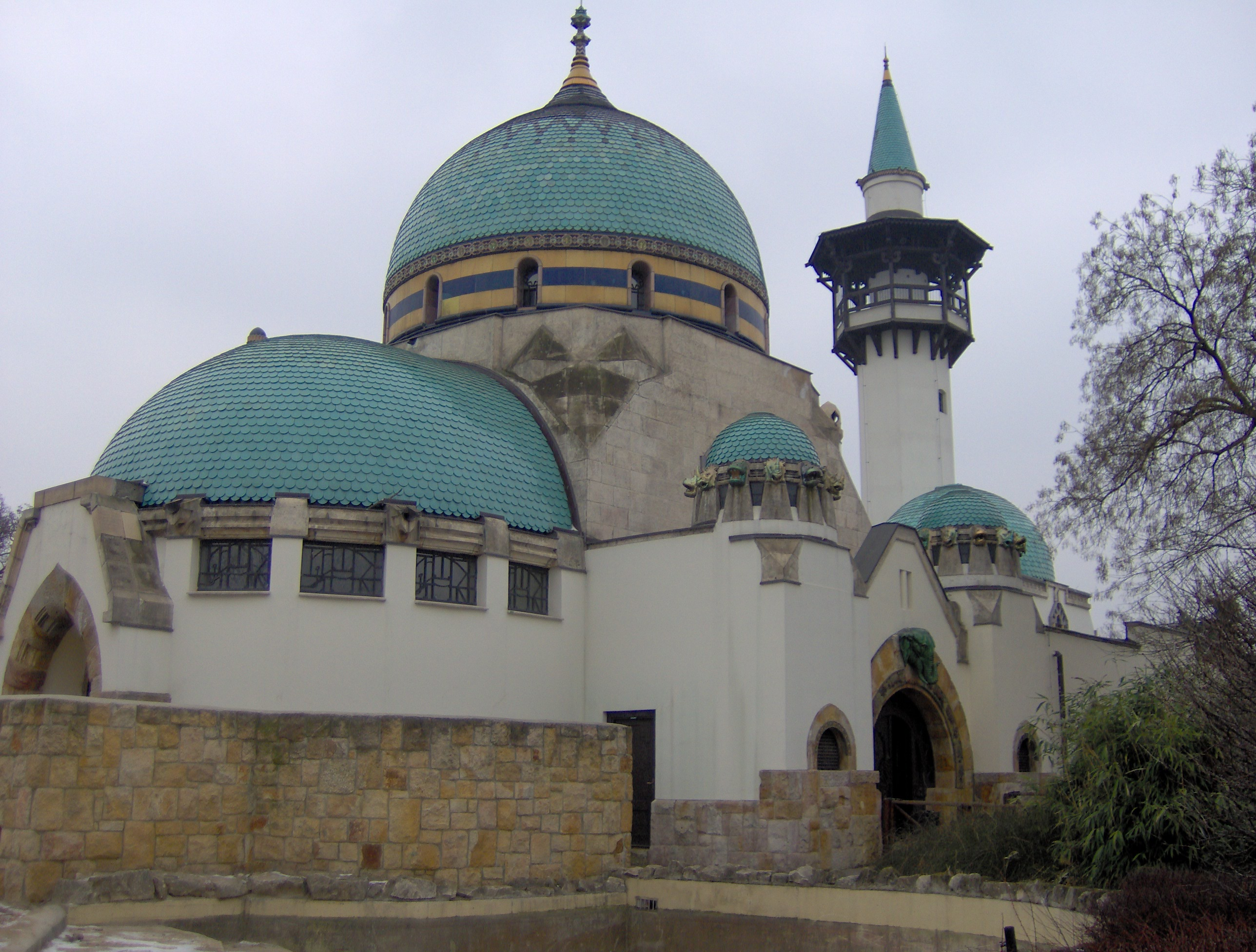
Слоновник будапештского зоопарка, внешний вид

Слоновник — комплекс строений, служащий для проживания одного и более слонов (африканских или азиатских). Кроме уличного загона (выгула) в комплекс слоновника входят стойла или загон в зимнем павильоне, доступные для осмотра посетителями, бассейны для купания животных, служебная зона. В последние годы[когда?] передовые зоопарки строят просторные современные[когда?] слоновники, рассчитанные на содержание нескольких особей — самца и нескольких самок, с возможностью получения потомства. Современные[когда?] слоновники можно видеть, например, в зоопарках Берлина, Дуйсбурга, Вупперталя, Мюнстера, Дрездена (Германия), Роттердама и Эммена (Нидерланды), Вены (Австрия), Честера (Великобритания), Двур-Кралове (Чехия). В России слоновник, отвечающий требованиям содержания, существует пока только в Московском зоопарке (реконструирован в 1936 году).